# Ragow (Ragow-Merz)
Ragow (niedersorbisch Rogow) ist ein Gemeindeteil von Ragow-Merz, einer Gemeinde im Landkreis Oder-Spree (Brandenburg), die vom Amt Schlaubetal verwaltet wird. Ragow war bis zum Zusammenschluss am 1. Juni 2002 mit Merz eine selbständige Gemeinde.

## Geographie
Ragow liegt 4,5 km nordöstlich von Beeskow, knapp 10 km südwestlich von Müllrose und knapp drei Kilometer westsüdwestlich von Merz. Die Gemarkung von Ragow grenzt im Norden an die Gemarkung von Neubrück, im Osten an die Stadtmarkung von Müllrose und die Gemarkung Merz, im Süden über ein kurzes Stück an die Stadtmarkung von Beeskow und die Gemarkung Oegeln, im Westen wieder an die Stadtmarkung von Beeskow und die Gemarkung Radinkendorf.
Im Westen wird die Gemarkungsgrenze von der Spree gebildet. Weitere nennenswerte Fließgewässer sind im Norden der Karauschgraben, der zum und vom heute verlandeten Karauschsee führt und in der Spree mündet. Im Süden der Gemarkung verläuft der Ragower Hauptgraben. Erwähnenswert ist die einzige größere Quelle, die Helenenquelle (Lage:) nordöstlich des Ortskerns. Der Ortskern liegt auf 51 m ü. NHN. Höchster Punkt der Gemarkung ist der Große Schwarzberg mit 97,8 m ü. NHN, der Kleine Schwarzberg westlich davon erreicht 71,9 m ü. NHN. tiefster Punkt der Gemarkung ist der mittlere Pegel der Spree mit knapp 42 m ü. NHN. Der Spitzberg im nördlichen Teil der Gemarkung erreicht 56,1 m ü. NHN.
Auf der Gemarkung Ragow liegen bzw. zum Gemeindeteil Ragow gehören die Wohnplätze Ragower Ablage und Försterei Schwarzheide. Historisch gehörten auch die Wohnplätze Ragower Mühle (als Exklave) und die heute nicht mehr existierende Schäferei Ragow (oder Hammelstall) zu Ragow. Um die Mitte des 19. Jahrhunderts stand südöstlich des heute fast verlandeten Karauschsees eine Jagdhütte.

## Geschichte
In der Bestätigung der Grenzen der Stadt Beeskow am 12. Februar 1344 durch den brandenburgischen Markgrafen Ludwig wird der Ort als Rogow erstmals urkundlich genannt. Der Name leitet sich von einer altpolabischen Grundform *Rogov- Horn, Landzunge, Winkel ab, oder nach einem Personennamen *Rog. Rogov bezeichnet eine Siedlung an einem Horn oder einer winkligen Stelle, oder ist als das Dorf eines Rog zu deuten. Die Schreibweise des Namens ändert sich von ze Rogow im Jahre 1344, über Bewden zu Rago (1490), zcu Ragow (1521), bis ab 1652 Ragow als alleinige Schreibweise üblich wurde. Nach der Dorfstruktur ist es ein Straßenangerdorf mit Gut.

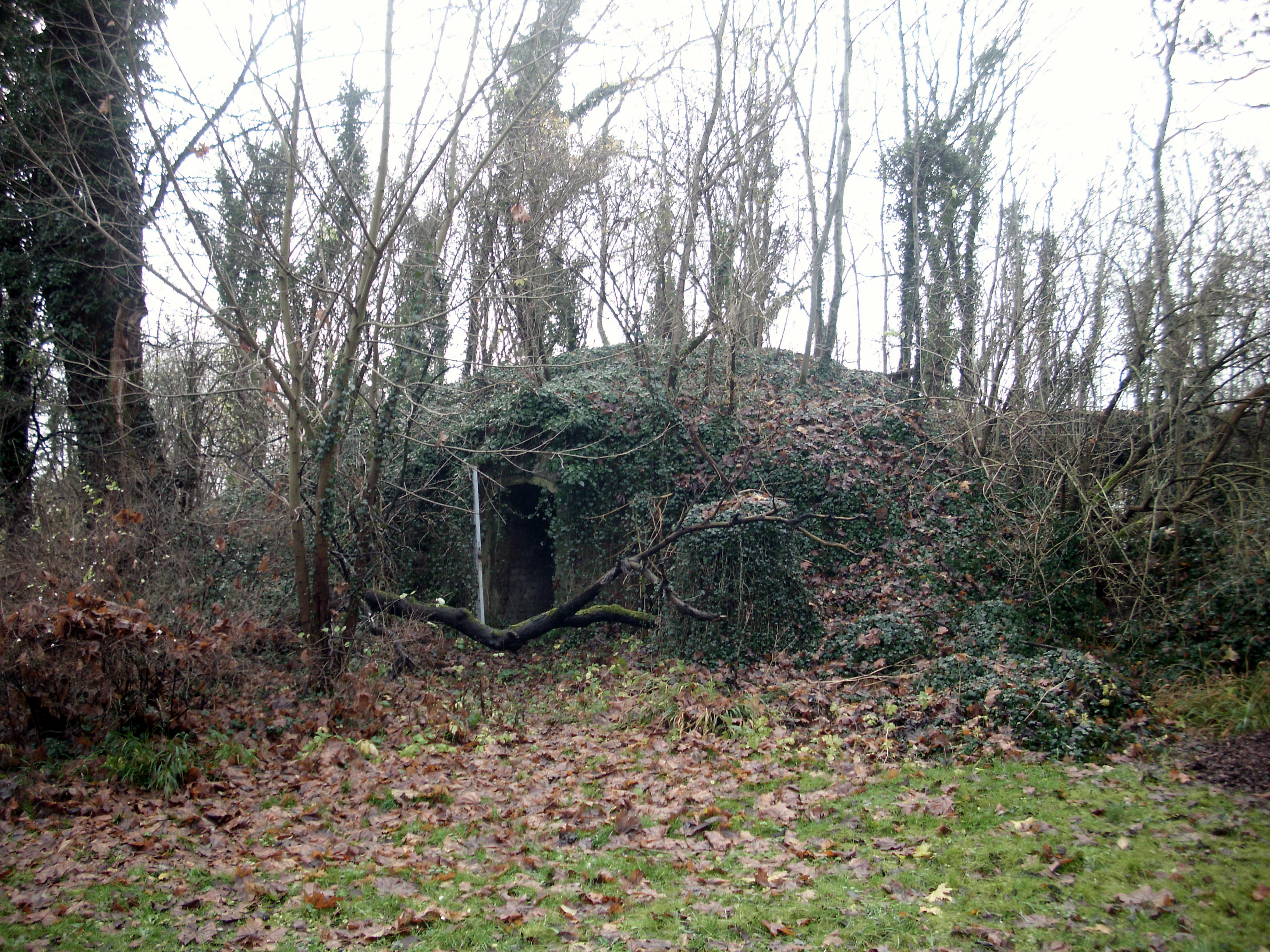
Eiskeller, Rest des alten Rittersitzes

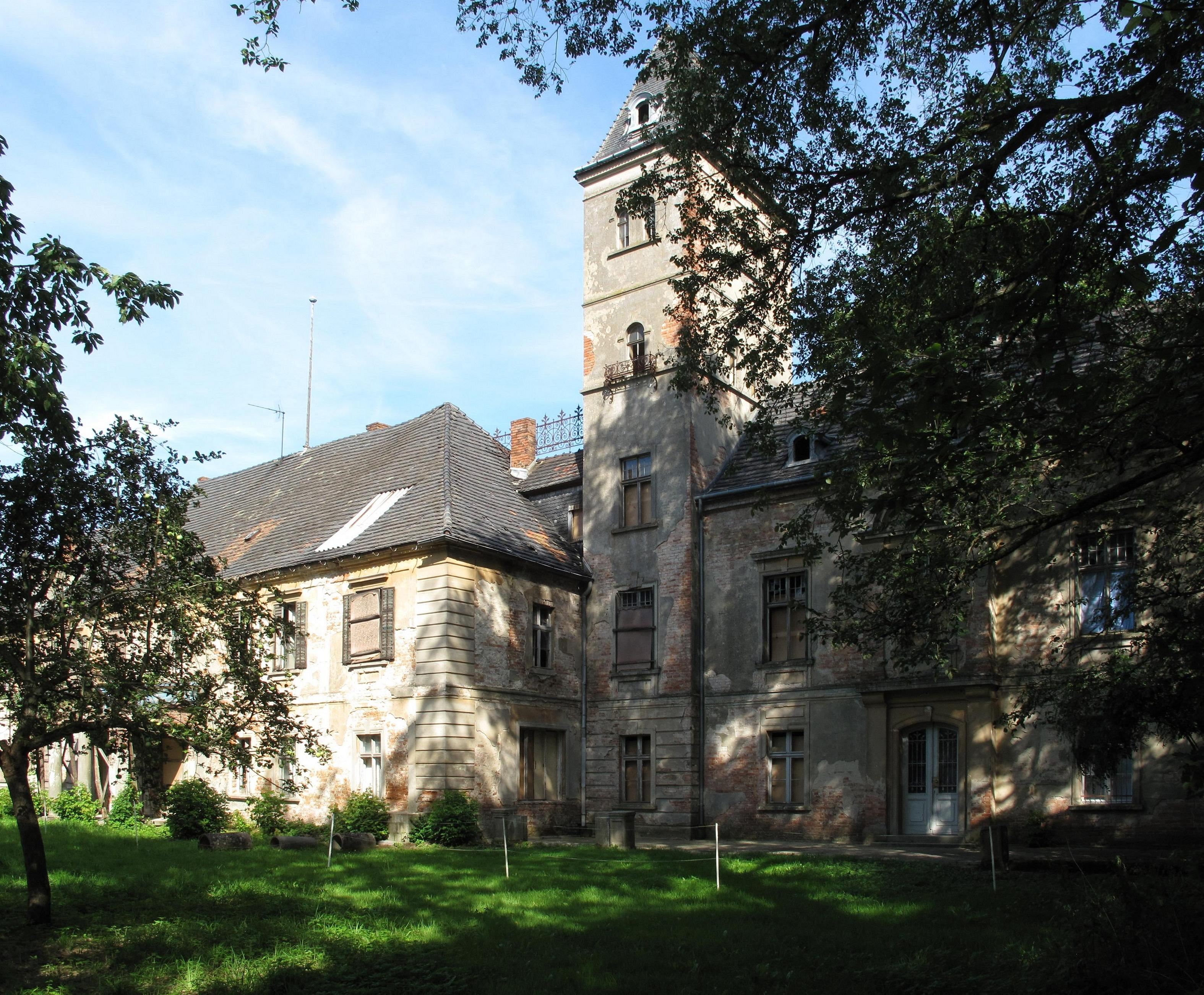
Schlossanlage im Park

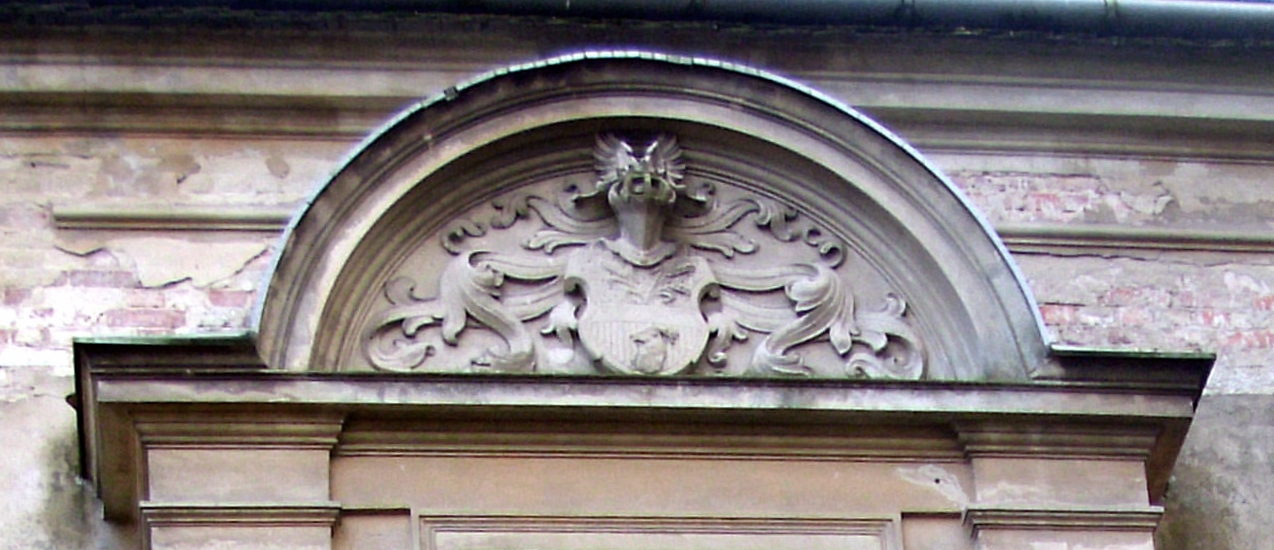
Wappen der von Witte am Schloss

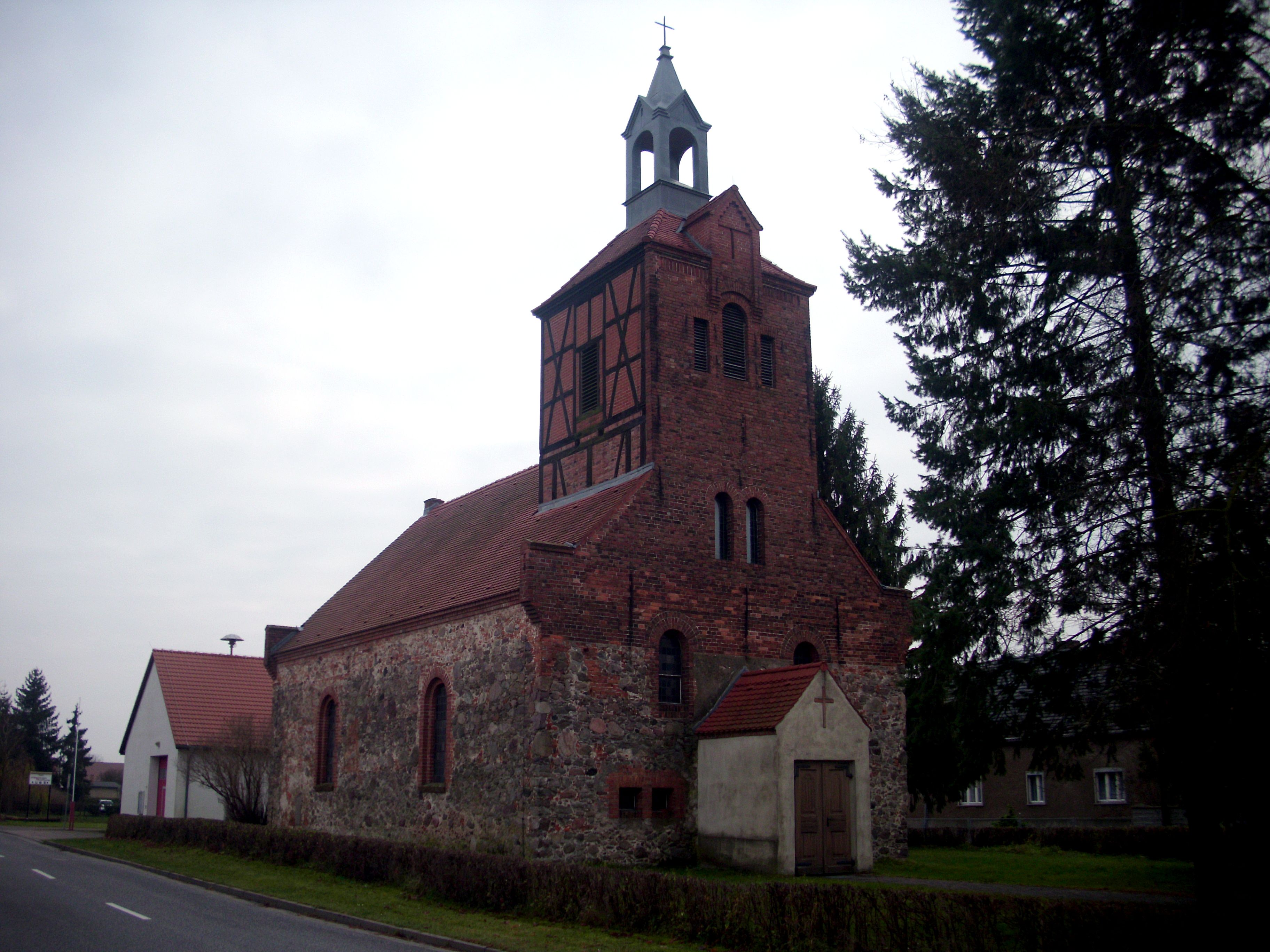
Kirche

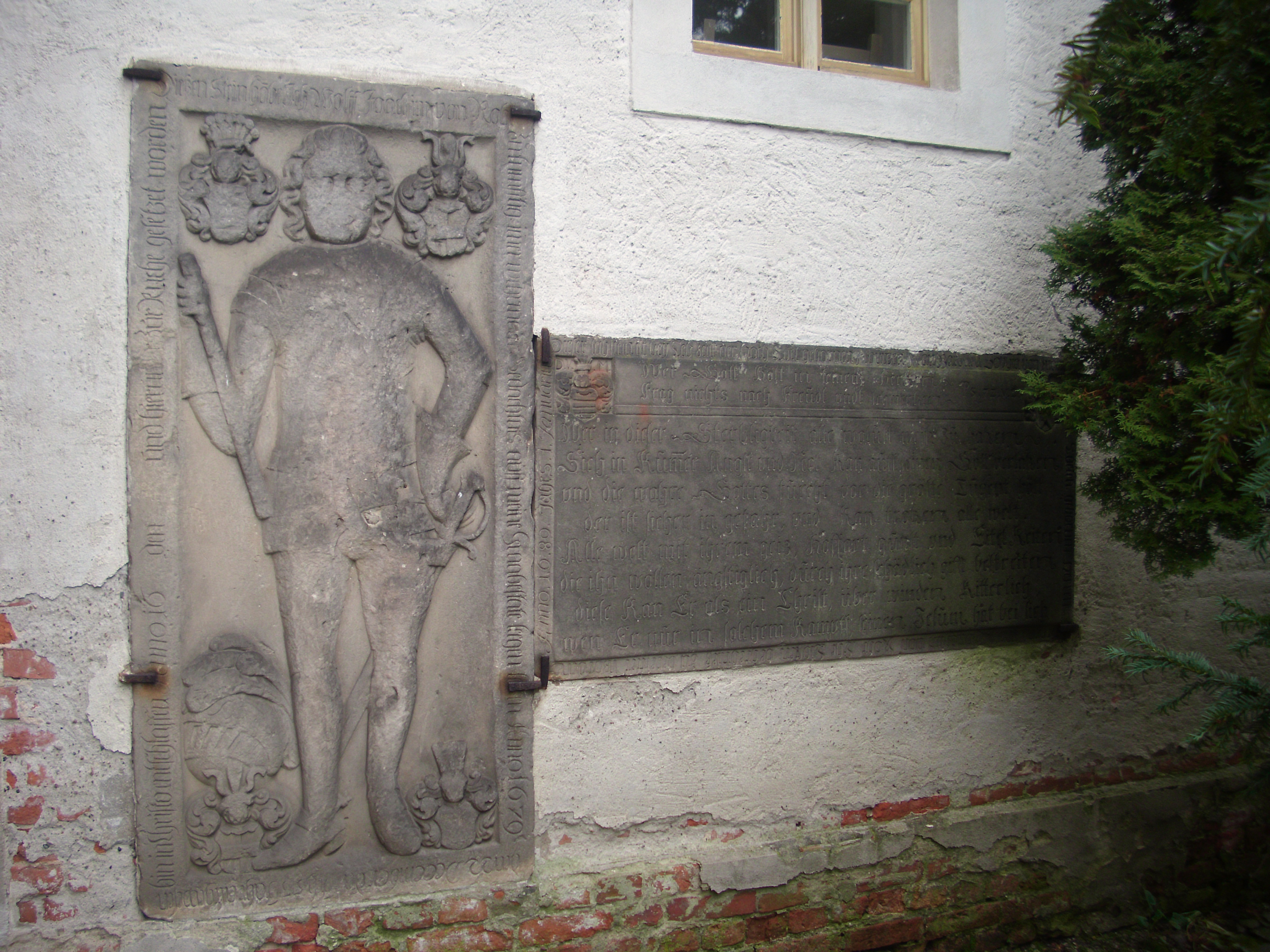
Epitaph von Rohr

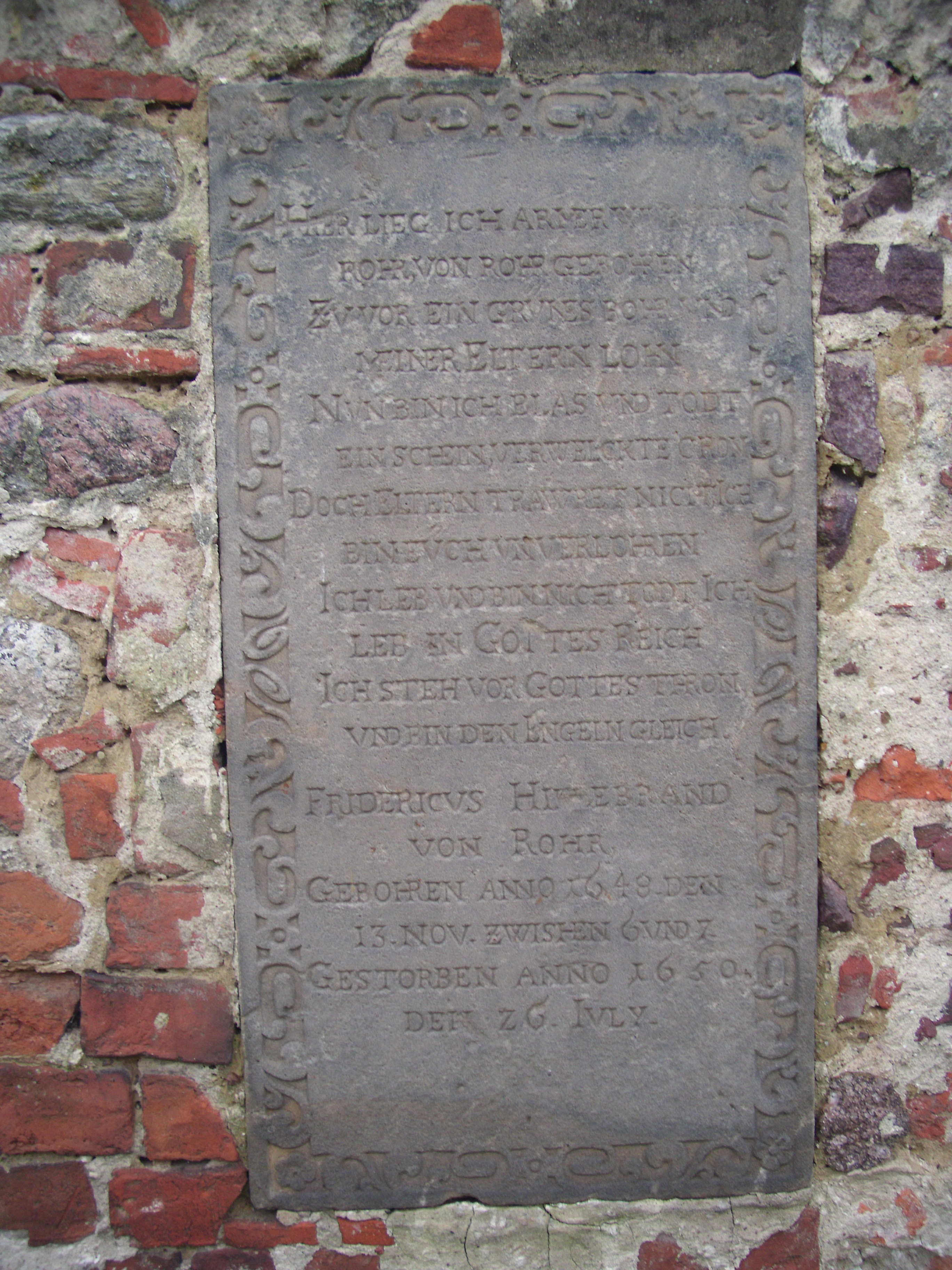
Grabplatte von Rohr

Im Jahre 1393 erfolgte durch Johann von Bieberstein zu Sorau und Beeskow die Schenkung von Zins, Getreide und sieben Freihufen in Ragow und Görzig an die Stadtkirche, das Hospital und die St. Nikolauskapelle von Beeskow.
1399 verpfändete der Rat der Stadt Beeskow einen jährlichen Zins von 8 Schilling Groschen an Peter Richter zu Ragow, der ihnen ein Darlehen von 16 Schock Groschen eingeräumt hatte. 1403 nahm der Rat der Stadt Beeskow ein neues Darlehen in Höhe von 16 Schock Groschen bei Peter Richter auf und musste dafür wiederum einen jährlichen Zins von 8 Schilling Groschen verpfänden. 1412 räumte Peter Richter auf Ragow dem Rat der Stadt Beeskow ein weiteres Darlehen von 11 Schock Groschen gegen einen Jahreszins von 5½ Schilling Groschen ein.
1455 war die Ortsherrschaft über Ragow auf die von Span übergegangen. Damals musste Wenzel von Bieberstein zu Sorau und Beeskow die Altaristen des Siechenhospitals vor der Stadt Beeskow wegen eines Streits mit den Gebrüdern von Span in Ragow vergleichen.
1457 belehnte Wenzel von Bieberstein die namentlich nicht genannte Ehefrau des Nickel von Span auf Ragow mit 15 Schock Groschen und weiteren Einkünften als Leibgedinge.
1461 verkaufte Wenzel von Bieberstein das Dorf Ragow mit allen Zubehörungen, einen See und die Fischerei in der Spree an den Lebuser Domherren Niklas von Streumen und dessen Brüder und belehnte sie. 1463 stimmte Wenzel von Bieberstein der Verpfändung eines Zinses von 2 Schock Groschen Jahreszins an das Domkapitel in Lebus gegen ein Darlehen von 20 Schock Groschen im Dorf Ragow durch die Brüder von Streumen zu.
Nach Petersen soll 1496 ein V. Streumen zu Ragow gesessen haben. 1508 waren Heinrich von Streumens Witwe und Valentin von Streumen im Besitz von Ragow mit dem Rittersitz und der Mixdorfer Mühle (heute Ragower Mühle). Wann die Mixdorfer Mühle von den von Streumen erworben wurde, ließ sich bisher nicht klären. Der oder die namentlich nicht genannte(n) Besitzer der Rittergüter Ragow und Oegeln musste(n) 1518 mit 1½ Pferden der Herrschaft dienen (= im Kriegsfalle Pferde stellen).
1521 hatte Valte Strewme (Streumen) seinen Rittersitz auf Ragow. Er war der Sohn des Heinrich d. Ä. von Streumen, der schon vor 1508 verstorben war. Er könnte schon damals auch im Besitz von Oegeln gewesen sein oder hat Oegeln in den Folgejahren hinzu erworben. Vor/um 1542 war jedenfalls der mutmaßliche Sohn des Valentin, Heinrich d. Jü. von Streumen Besitzer von Ragow und Oegeln.
1542 verkauften Joachim, Melchior und Leonhardt die Langen ihre vom Vater Georg ererbten Güter, die Dörfer Pretschen und Wittmannsdorf an Friedrich d. J. von Streumen zu Trebatsch; mitbelehnt war sein Bruder Heinrich d. Jü. von Streumen auf Ragow und Oegeln. Dieser Heinrich starb 1553 unter Hinterlassung der beiden noch minderjährigen Söhne Friedrich und Heinrich und von vier unverheirateten Töchtern. 1554 gab Friedrich von Streumen zu Pretschen sein Einverständnis, dass Bürgermeister und Rat der Stadt Beeskow das Wasser aus dem „faulen Fen“ in seine Teiche bei Ragow ableiten durften.
1577 kaufte Georg von Rohr (1508–1596), Sohn des Kersten d. Ä. von Rohr und der Anna von Peccatel von Schrepkow, die Rittergüter Ragow und Oegeln für 14.300 Taler von einem Hans von Streumen. Georg von Rohr war damals Amtshauptmann im Land Lebus und kurbrandenburgischer Hofmeister zu Flecken Zechlin. Damals wurde das Ragower Gutshaus Weißes Haus als eines der besten Steinhäuser im Kreis erwähnt (1984 abgerissen). Georg von Rohr hatte 1557 Hippolyta von der Groeben, Tochter des Hans von der Groeben auf Meseberg und der Anna von Treskow geheiratet. Das Paar hatte den Sohn Kersten d. Jü. und die Tochter Sabine (um 1560–1620), die mit Georg von Bredow auf Löwenberg und Hoppenrade verheiratet war. Erbe von Ragow und Oegeln war der Sohn Kersten. Kersten d. Jü. von Rohr wurde 1559 geboren. er war 1597 bis 1599 Amtshauptmann von Lebus. Er besaß außerdem von 1596 bis 1617 einen Anteil von Lindenberg (Gem. Groß Pankow, Landkreis Prignitz) und von 1599 bis 1615 Krieschow (Gem. Kolkwitz, Landkreis Spree-Neiße). Um 1585 heiratete er Eva von Holzendorf, die vor 1609 verstorben ist. Er war dann in zweiter Ehe mit Sophia von Holzendorf verheiratet. Aus den beiden Ehen gingen 15 Kinder hervor. 1622 starb Kersten von Rohr. 1626 teilten die sieben Söhne des Kersten von Rohr das Erbe ihres Vaters auf. Der Vater hatte sieben Lose gebildet, die unter den sieben Söhnen Kersten, Hans Adam, Georg, Wulf, Ehrenreich, Caspar Ernst und Otto verteilt wurden. Vier der Lose bestanden aus Rittersitzen oder Immobilien, drei Lose nur aus Geld. Die vier Brüder, die eines der Lose mit Immobilien bekamen, mussten die anderen drei Brüder mit Geld abfinden, sodass jeder der sieben Söhne Immobilien oder Geld in Höhe von 3.500 Talern erhielt.
- 1. Los: das halbe Dorf Ragow mit dem Rittersitz und die Hälfte aller Nutzungen und Rechte, vier Zweihufenbauern, vier Einhufenbauern und sechs Kossäten. Wert: 10.000 Taler. Dieses Los fiel Kersten von Rohr zu.
- 2. Los: die andere Hälfte von Ragow mit einem Platz zum Bau eines neuen Rittersitzes, die Hälfte aller Nutzungen und Rechte, vier Zweihufenbauern, vier Einhufenbauern und sechs Kossäten. Wert: 8.000 Taler. Dieses Los fiel dem Hans Adam von Rohr (1594–1661) zu. Er verkaufte seinen Anteil an Georg und Kersten von Rohr. Der Bau des neuen Rittersitzes verzögerte sich, auch infolge des Dreißigjährigen Krieges. 1661 war dieser noch nicht erbaut, erst 1672 war ein bescheidenes Fachwerkhaus entstanden, das zudem noch nicht ganz fertig war.
- 3. Los: das Dorf Oegeln mit Rittersitz und Zubehör. Wert: 6.000 Taler. Dieses Los übernahm Georg von Rohr (1588–1641)
- 4. Los: das Freihaus in Beeskow. Wert: 500 Taler. Das Beeskower Freihaus fiel an Wulf von Rohr.
- 5.–7. Los: 3.500 Taler in bar. Ehrenreich, Caspar Ernst und Otto wurden mit Geld abgefunden.

Ragow war durch diese Erbteilung in der weiteren Folge der Geschichte bis 1741 in zwei Anteile geteilt. Die beiden Anteile werden in der Literatur Ragow A (der alte Rittersitz, den Kersten von Rohr erhalten hatte) und Ragow B (der neue Rittersitz, den Hans Adam von Rohr erhalten hatte) genannt.
In der Katastrophe des Dreißigjährigen Krieges war Kersten von Rohr mit seiner gesamten Familie an der Pest gestorben. seine Brüder Georg und Wulff (aus der ersten Ehe des älteren Kersten) und sein Stiefbruder Otto (aus der zweiten Ehe) waren ebenfalls verstorben, sodass 1641 eine erneute Erbteilung stattfand. In der (Gesamt-)Belehnung von 1644 sind neben den drei überlebenden Brüdern (Hans Adam, Caspar Ernst und Ehrenreich), die Söhne des Georg, Christian Ewald und Georg Ernst sowie ein Sohn des Wulf, Wolf Joachim genannt. Danach erhielten:
- Hans Adam: Ragow A (etwa zwei Drittel), Wolf Joachim erhielt etwa ein Drittel von Ragow A und das Freihaus in Beeskow.
- Caspar Ernst: Ragow B
- Ehrenreich: Oegeln

Die Söhne des verstorbenen Bruders Georg, Christian Ewald und Georg Ernst wurden mit Geld abgefunden. Sie machten sich in Wilmersdorf ansässig.

### Das Rittergut Ragow A
Der alte Rittersitz war in der Erbteilung von 1641 an Hans Adam gefallen. Hans Adam von Rohr (* um 1594, + vor 1661) hatte um 1635 die Witwe Ursula Catharina von Zabeltitz von Hänchen geheiratet, die in erster Ehe mit Heinrich von Burgsdorf auf Müllrose verheiratet war. Mülverstedt verzeichnet mit Datum vom 16. Januar 1635 eine Vereinbarung über 500 Taler Ehegeld. Diese Vereinbarung wurde am 31. Juli 1640 abermals bestätigt. Das Paar hatte die Töchter Sabina Elisabeth, die 1672 den Wolf Friedrich von Schierstedt auf Dörnitz heiratete, und Anna Margaretha, die mit Wolf Friedrich von Burgsdorf verheiratet war sowie die Söhne Kersten (1645–1730), Wolf Ehrenreich (1651–1691) und Hans Adam (*1675, früh +). Hans Adam wird im Landreiterbericht von 1652 als Mitbesitzer von Ragow genannt. 1661 ist Hans Adam gestorben. Zunächst wirtschaftete die Witwe allein weiter, später zusammen mit ihren Söhnen.
Wolf Joachim hatte einen Anteil von Ragow A erhalten und ein Freihaus in Beeskow. 1667 verpfändeten die Gebrüder von Oppen zu Krausnick und Groß Köris ihm das Dorf Giesensdorf samt allen Zubehörungen für 4.400 Taler auf 40 Jahre. Allerdings wurde der Vertrag nur zwei Jahre später wieder aufgehoben. Wolf Joachim war mit Barbara Sophie von Maltitz verheiratet, mit der er eine Tochter hatte. Sein Anteil fiel nach seinem Tod 1685 an Kersten und Wolf Ehrenreich von Rohr, die den größeren Teil von Ragow A hatten. Er hatte sich 1679, also noch zu Lebzeiten, einen Grabstein anfertigen lassen, der an der Kirche von Ragow aufgestellt ist. Auf dem Grabstein ist für das Sterbedatum eine Lücke gelassen, die später allerdings nicht ausgefüllt wurde.
1691 sollte das Gut abermals geteilt werden. Doch bevor es zur Teilung kam, starb Wolf Ehrenreich unter Hinterlassung des fünfjährigen Sohnes Adam Ehrenreich. Er kam unter die Vormundschaft seines Onkels Kersten. 1712 wurde Ragow A dann unter Kersten und seinem Neffen Adam Ehrenreich doch geteilt. Kersten verkaufte jedoch seinen Anteil schon 1714 an seinen Neffen, sodass die Teilung von Ragow A nicht von langer Dauer war.
1722 verkaufte Adam Ehrenreich Ragow A an Georg Philipp von Rohr, einen Sohn des Christian Ewald von Rohr, der sich in Wilmersdorf ansässig gemacht hatte. Georg Philipp hatte Hedwig Sophie von Rohr, die Tochter des Joachim Ernst von Rohr auf Ragow B geheiratet. Vermutlich hatte Georg Philipp aber Schwierigkeiten, das Geld aufzubringen. Jedenfalls bleibt Adam Ehrenreich Kirchenpatron der Ragower Kirche bis 1737. 1737 verkaufte Georg Philipp Ragow A an Karl Friedrich von Barfus, mit dem die zwei Teile von Ragow wieder vereinigt sind. Nur vier Jahre später 1741 starb Karl Friedrich von Barfus in Ragow und wurde in der Gruft in der Kossenblatter Kirche beigesetzt.

### Das Rittergut Ragow B
In der Erbteilung von 1641 hatte Caspar Ernst den neuen Rittersitz erhalten, der zu diesem Zeitpunkt noch nicht fertig war (oder im Dreißigjährigen Krieg wieder zerstört worden war). Caspar Ernst wird im Landreiterbericht von 1652 als Mitbesitzer von Ragow genannt. Selbst 1661 war dieser noch nicht (wieder) erbaut, erst 1672 stand dann ein bescheidenes Fachwerkhaus, und auch das war noch nicht ganz fertig. Caspar Ernst war kurbrandenburgischer Obristwachtmeister. Er hatte um 1642 Hedwig Gertrud von Schellenberg von Wiesau im Fürstentum Sagan geheiratet. Sie brachte das dortige Gut Wiesau mit in die Ehe. Aus der Ehe gingen sieben Kinder hervor. Caspar Ernst starb früh 1663. Fünf Kinder der sieben Kinder waren zu diesem Zeitpunkt noch unmündig. Zunächst wirtschaftete die Witwe weiter, ehe es um 1675 zum Erbvergleich kam. Von den fünf Söhne waren zwei in Kriegsdiensten gefallen. Der älteste Sohn Kersten Sigismund erhielt den neuen Rittersitz und die Hälfte der Untertanen, der mittlere Joachim Ernst die andere Hälfte der Untertanen und der jüngste Hans Baltzer ein Haus in Ragow und 800 Taler, die jedoch im Lehen verblieben. Der älteste Sohn Kersten Sigismund war jedoch schon 1671 nach Wiesau gezogen und in gräflich Promnitzsche Dienste getreten. Schon 1671 vertauschte er Wiesau gegen Liebsgen (Lipsk Żarski). Schließlich verkaufte er den neuen Rittersitz Ragow B am 20. April 1710 an seinen Bruder Joachim Ernst für 6.018 Taler 8 Groschen und 8 Pfennige. Joachim Ernst von Rohr war kurfürstlich-brandenburgischer Landrat des Beeskow-Storkowischen Kreises. Er hatte 1678 Sophie Elisabeth von Blumenthal, Tochter des Eustachius Albrecht von Blumenthal und der Barbara Elisabeth von Schlieben auf Horst geheiratet. Drei Kinder gingen aus der Ehe hervor, Hedwig Sophie, die Georg Philipp von Rohr geheiratet hat und die Söhne Ernst Albrecht und Adam Sigismund. Letzterer war geistig behindert. 1717 starb Joachim Ernst von Rohr, Erbe war Ernst Albrecht. Er hatte 1710 Catharina Hedwig von Göllnitz geheiratet. Das Paar hatte sieben Kinder, die jedoch bis auf die Tochter Charlotte Sabine und den Sohn Joachim Balthasar alle früh verstorben sind.
Am 5. Juli 1737 kaufte König Friedrich Wilhelm I. Merz und Ragow B für 53.000 Taler. Außerdem erwarb er das Vorkaufsrecht auch für die andere Hälfte von Ragow. Doch schon am 12. November 1737 überließ er Merz und Ragow B zum gleichen Preis dem Karl Friedrich von Barfus, dem der König die kleine Herrschaft Kossenblatt mit seinem Schloss abgenötigt hatte. Karl Friedrich von Barfus hatte schon 1737 die andere Hälfte von Ragow (Ragow A) erworben. Der Besitz Ragow und Merz wurde nun Allodium.

### Das wieder vereinigte Gut Ragow (nach 1741)
Die beiden Gutsanteile Ragow A und B sowie Merz bildeten nun einen großen Besitz, Karl Friedrich von Barfus hatte den Kriegskommissar Johann Christian Pech und den Kammerrat Carl Wilhelm Löwenberger von Schönholz zu Erben seines Besitzes eingesetzt um die Verwandtschaft seiner Mutter, mit der er sich nicht verstand, vom Erbe auszuschließen. Johann Christian Pech überließ seinem Miterben den Gesamtbesitz, der aber auch die Schulden mit übernehmen musste. Er erhielt letztlich nur 4.200 Taler von seinem Miterben, von denen aber 4.000 Taler als Hypothek auf dem Besitz stehen blieben. Nur 200 Taler wurden Pech schließlich ausbezahlt.
1743 war Curd Wilhelm Löwenberger von Schönholz im alleinigen Besitz von Ragow und Merz. Karl Friedrich von Barfus hatte das Recht zur Hohen Jagd auf seinen Gütern Ragow und Merz. Dieses Recht war von Schönholz durch den Fiskus wieder entzogen worden. Dagegen prozessesierte er gegen den Fiskus. Er starb 1753 in Frankfurt/Oder, wurde aber in Ragow begraben. Sein Sohn Heinrich Wilhelm starb nur drei Jahre später und so erbte die einzige Tochter Louise Dorothea die beiden Güter. Sie war seit 1751 mit Carl Otto Christoph von Schwerin (1716–1766) verheiratet. Die Ehe blieb kinderlos. Die Witwe verkaufte Ragow und Merz am 19. Juli 1780 an Major Friedrich Wilhelm Felix von Schwerin. Sie starb am 28. Dezember 1787. Beide Eheleute wurden in der Gruft in der Kirche von Ragow begraben. Friedrich Wilhelm Felix von Schwerin verkaufte Ragow und Merz am 29. März 1790 für 105.000 Taler an den damaligen Oberst und späteren Generalleutnant Friedrich Wilhelm Carl Graf von Schmettau.
Graf von Schmettau verkaufte Ragow und Merz 1803 an den Kriegsrat Wilhelm Hagemann, den früheren Amtmann und Generalpächter des Amtes Oranienburg. Dieser bezahlte dafür die sehr hohe Summe von 200.000 Talern. 1821 (oder 1819?) starb Wilhelm Hagemann. Er war von 1811 (bis 1816) interimsweise auch Landrat des Beeskow-Storkowischen Kreises. Ihm folgte sein Schwiegersohn der Oberregierungsrat Karl Ferdinand Becker nach, der die älteste Tochter Wilhelmine des Kriegsrats Hagemann geheiratet hatte. Karl Ferdinand Becker starb aber schon 1831. 1837 wird seine Witwe die verw. Geheime Oberregierungsrätin Wilhelmine Becker, geb. Hagemann auf Ragow genannt. Sie heiratete in zweiter Ehe den Major August von Zschüschen, von dem sie sich schon 1843 wieder scheiden ließ. 1852/53 verkaufte sie Ragow und Merz für 301.100 Taler an den Grafen Florenz Bernhard von der Schulenburg.
Bernhard von der Schulenburg ließ den Rittersitz in Ragow von 1852 an weiter ausbauen. 1874 bis 1881 war Bernhard von der Schulenburg, Kreisdeputierter und Mitglied des Kreisausschusses des Kreises Beeskow-Storkow. Er war auch Mitglied des Landes-Eisenbahnrates von Preußen im Jahre 1882 1874 ließ er das Gut in Ragow von einem Inspektor Baltzer leiten. 1879 ist unter der Rubrik Industrielle Anlagen bereits eine Brennerei vermerkt.
1887 verkaufte Graf Bernhard von der Schulenburg die Güter Ragow und Merz an den Königlich-Preußischen Kammerherrn und Rittmeister Hans Karl Adalbert von Witte (1848–1929). Er war der Sohn des Gustav Adolf Wilhelm von Witte auf Falkenwalde (heute Wierzchlas), Ritterschaftsdirektor und Kammergerichtsassessor, und der Adelaide Gräfin von Nostiz. Der Vater des Gustav Adolf Wilhelm, Ernst Wilhelm Witte war erst am 8. Januar 1816 in den Adelsstand erhoben worden. Er heiratete am 29. September 1885 Helene Riebeck von Weißenfeld. 1896 verzeichnet das Handbuch des Grundbesitzes im Deutschen Reiche neben der schon vorher existierenden Brennerei eine Dampfmahlmühle. Das Gesamtvermögen einschließlich der Immobilien der von Wittes schätzte man bereits 1912 auf ein bis zwei Millionen Reichsmark, berechnet auf der Grundlage der abgeführten Vermögens- und Einkommensteuer. Der einzige Sohn Horst Wilhelm Karl (* 1886) des Hans von Witte fiel 1918 im Ersten Weltkrieg. Das Rittergut hatte 1929 eine Fläche von 1450 Hektar, davon 368 ha Acker, 78 ha Wiesen, 956 ha Wald und 49 ha Unland. Der Grundsteuerreinertrag betrug 9987 Mark.
Hans von Witte starb 1929 und vererbte Ragow an seine Tochter Marie Luise. Diese war seit 1909 mit dem Pächter des Gutes Dietloff von Arnim, Landrat a. D. verheiratet. 1930 ließ sie sich allerdings von ihm scheiden. Sie war bis 1945 Besitzerin des Gutes und wurde in der Bodenreform 1946 enteignet.

## Dörfliche Geschichte
1461 gab es in dem Dorf ein Vorwerk, eine Mühle (Ragower Mühle an der Schlaube) und einen Weinberg. 1576 gab es in Ragow 19 Bauern, 11 Kossäten und 2 Häusler. Um 1600 gab es 28 Bauernhufen und 2 Ritterhufen. Die Ragower Mühle war eine Wassermühle mit zwei Gängen. Eine zweite Wassermühle an der Schlaube (die heutige Mixdorfer Mühle) war eine Schneidemühle. Neben Bauern und Kossäten wohnten ein Hirte, ein Schmied und ein Schäfer im Ort. 1626 gab es 9 Zweihüfner, darunter der Krüger, sowie ein Bauer, der Zins und Pacht dem Pfarrer gab, seine Dienste standen aber der Herrschaft zu. Weiter waren es 8 Einhüfner, darunter auch der Schulze und 13 Kossäten(höfe). Unter den Kossätenhöfen war eine Stelle nicht besetzt, eine gehörte dem Schneider und eine Stelle war schon zum Auskauf und Anlage eines zweiten Rittersitzes reserviert.
Im Dreißigjährigen Krieg ging Ragow fast unter, alle Bauern waren umgekommen oder geflohen. Von den 9 bäuerlichen Zweihufengütern vor dem Krieg, darunter waren auch zwei verpachtete Pfarrhufen, waren fünf völlig wüst, aus einem Bauernhof war eine herrschaftliche Meierei gemacht worden, in einem zweiten Hof wohnten die Kinder eines Gutsbesitzers, in einem dritten Hof ein Hausmann und im vierten Hof ein Winzer. Von den zehn bäuerlichen Einhufengütern vor dem Krieg war ein Hof zur Schäferei gemacht worden, auf einem zweiten Hof saß ein Hausmann und auf einem dritten Hof ein Kossät. Alle 28 Bauernhufen waren zu den zwei Rittergütern gezogen worden. Von den 12 Kossätenhöfen vor dem Krieg waren sieben wüst; ein Kossät saß auf einem wüsten Bauernhof.
Das Dorf selbst wurde nach dem Dreißigjährigen Krieg in der alten Form, aber deutlich kleiner, wieder aufgebaut. 1692 waren von den ursprünglich 30 Bauern- und Kossätenhöfen (vor dem Dreißigjährigen Krieg) nur ein Bauernhof (mit einem Kossäten besetzt) und sieben Kossätenhöfe wieder besetzt. Drei weitere Hofstellen waren mit Hausleuteb oder Büdnern besetzt. Hinzu kamen zwei Schäfer, ein Hirte, ein Wassermüller und ein Schmied. Auf dem Dorfanger befand sich bis 1978 die Dorfschmiede, die Dorfkirche mit dem Kirchfriedhof, das Küsterhaus, welches in späteren Jahren als Schule genutzt wurde und ein Gasthof. Die Wassermühle an der Schlaube hatte zwei Gänge, davon ein Schneidegang. Die Gemarkung war in drei Felder eingeteilt. Das Land war sehr nass und die Erträge nur dürftig (sie ernteten das dritte Korn). Auch der Wiesenwachs war schlecht, der besetzte Hufenhof erntete 6 Fuder Heu, die Kossäten je zwei Fuder Heu. Das Holz, da sie aus der Müllroser Heide entnehmen durften, deckte gerade so den Bedarf. Da die Herrschaft eine Schäferei betrieb, durften sie keine Schafe halten.

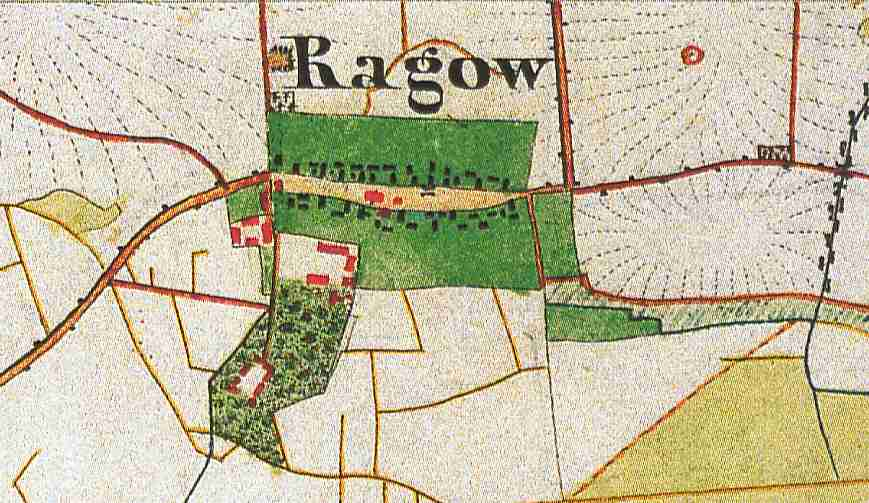
Ragow auf dem Urmesstischblatt 3851 Beeskow von 1846

1708 gab es immerhin wieder einen Bauerngiebel und elf Kossätengiebel außerdem einen Müller, der an die Gutsbesitzer die Pacht entrichten musste, einen Schmied, vier Paar Hausleute und zwei Schäfer. 1719 ist die Ragower Mühle an der Schlaube als Mahl-, Schneide- und Stampfmühle beschrieben. 1745 gab es zwei Vorwerke, eine Schäferei und eine Unterförsterei (Heideläuferei) in Ragow. Die Zahl der Kossäten war auf 16 gestiegen. Die Ragower Mühle an der Schlaube in Sachsen gelegen war eine Mahl-, Grütz- und Schneidemühle. Das Schmettausche Kartenwerk von 1767/87 verzeichnet am Karauschsee das Vorwerk Karausch, das aber sonst in der Literatur nicht genannt ist. Es fehlt im Urmesstischblatt 3751 von 1844, dafür ist etwas weiter östlich die Schäferei Ragow eingetragen; sehr wahrscheinlich sind die zwei Siedlungen identisch. Das Schmettausche Kartenblatt verzeichnet nördlich von Ragow noch den mehrfach erwähnten Weinberg. Im Urmesstischblatt ist der Weinberg nicht mehr eingezeichnet, dafür heißt das nördlich anschließende Luch Weinbergsluch. Dort fand Torfabbau statt. Im Schmettauschen Kartenwerk von 1767/87 ist die (Unter-)Försterei Schwarzheide bereits vorhanden (als Unter Förster). Es fehlt aber noch die Ragower Ablage, die erst im Urmesstischblatt eingetragen ist (dort Fischerhaus). Die Ragower Försterei liegt dagegen auf der Gemarkung Merz. Sie fehlt noch im Schmettauschen Kartenwerk, ist im Urmesstischblatt aber vorhanden.
Ein weiterer deutlicher Bevölkerungsanstieg fand bis 1775 statt. Erwähnt werden nun 15 Kossäten, 27 Büdner und andere; insgesamt hatte Ragow damals 193 Einwohner. Im Dorf befanden sich 37 Feuerstellen, darunter drei in Mehrfamilienhäusern. Bis 1801 war die Einwohnerzahl auf 231 Personen angestiegen. Bratring nennt nun 18 Ganzkossäten und 11 Einlieger, darunter einen Radmacher, einen Schmied und einen Krüger, insgesamt 32 Feuerstellen. Der unter Ragow genannte Förster war für 375 Morgen Wald und 6 Morgen Weinberge zuständig.
1837 gehörten zu Ragow (Dorf und Rittergut) die Etablissements Ragower Ablage, Forsthaus und Vorwerk Ragower Försterei, die Ragower Wassermühle und das Ragower Vorwerk oder Hammelstall (Ragower Schäferei). Insgesamt wurden in Ragow 34 Wohnhäuser registriert. Etwa um die Mitte des 19. Jahrhunderts entstanden der Gemeinde- und der Gutsbezirk. Während der Gemeindebezirk nur 869 Morgen umfasste, gehörten zum Gutsbezirk 5406 Morgen. Von den 869 Morgen des Gemeindebezirks entfielen 9 Morgen auf die Gehöfte, 50 Morgen auf Gartenland, 395 Morgen auf Acker, 62 Morgen auf Wiese, 127 Morgen auf Weide und 226 Morgen auf Wald. Die 5406 Morgen des Gutsbezirks teilten sich wie folgt auf: 17 Morgen Gehöfte, 37 Morgen Gartenland, 1544 Morgen Acker, 202 Morgen Wiese, 112 Morgen Weide und 3494 Morgen Wald.
Es gab Mitte des 19. Jahrhunderts eine Brennerei, 2000 halbveredelte Schafe, sowie eine Rinderzucht der Oldenburger Rasse im Ort. 1858 standen im Gemeindebezirk ein öffentliches Gebäude, 23 Wohngebäude uns 42 Wirtschaftsgebäude darunter eine Dampfgetreidemühle. Im Gutsbezirk standen 8 Wohngebäude und 19 Wirtschaftsgebäude darunter eine Brennerei. Nicht mit eingerechnet sind das Jagdhaus Karauschsee, die Ragower Schäferei oder Hammelstall und die Exklave Ragower Mühle. In diesem Wohnplatz gehörten ein Wohngebäude und 5 Wirtschaftsgebäude.
1872 standen im Bereich des Rittergutes Ragow 11 Wohngebäude mit 156 Einwohnern. Im Vorwerk Hammelstall wohnten in dem einzigen dortigen Wohngebäude 12 Personen. In der Ragower Wassermühle waren es 13 Personen und in der Ragower Ablage drei Personen jeweils in einem Wohnhaus.
Am 8. Juli 1893 eröffnete in Ragow eine Telegrafenhilfsstelle in der Posthilfsstelle. Von Witte wurde erneut zum Amtsvorsteher-Stellvertreter für den Amtsbezirk Merz gewählt.
1900 standen im Gemeindebezirk 22 Wohnhäuser, im Gutsbezirk 11 Häuser. 1931 war die Zahl der Wohnhäuser schon auf 41 Wohnhäuser gestiegen. 1939 gab es einen Großbetrieb mit über 100 ha, drei Betriebe mit 20 bis 100 ha.
Nach dem Zweiten Weltkrieg wurden in der Bodenreform 1427 ha enteignet und aufgeteilt. 40 Landarbeiter und landlose Bauern erhielten 346,5 ha, 4 landarme Bauern erhielten 19 ha, 21 Umsiedler erhielten 166 ha und ein Arbeiter oder Angestellter 0,5 ha. An die Gemeinden Bornow und Kohlsdorf sowie an die Stadt Beeskow wurden 400 ha abgetreten, und an den Ausschuss für gegenseitige Bauernhilfe 15 ha. Die Provinzialverwaltung behielt mit 462 ha den Großteil des ehemaligen Gutes. Die sowjetische Kommandantur Beeskow behielt sich 5 ha vor, und 5 ha Wald wurden an einen Altbauern vergeben.
1953 bildete sich die erste LPG vom Typ I. Ein Jahr später wurde eine LPG vom Typ III gegründet. Die LPG Typ I hatte 1960 23 Mitglieder aus 15 Betrieben und bewirtschaftete 173 ha Nutzfläche. Die LPG Typ III hatte 70 Mitglieder aus 37 Betrieben und bewirtschaftete 407 ha Nutzfläche. 1969 wurde die LPG Typ I an die LPG Typ III angeschlossen.
| Bevölkerungsentwicklung von 1774 bis 2018 | Bevölkerungsentwicklung von 1774 bis 2018 | Bevölkerungsentwicklung von 1774 bis 2018 | Bevölkerungsentwicklung von 1774 bis 2018 | Bevölkerungsentwicklung von 1774 bis 2018 | Bevölkerungsentwicklung von 1774 bis 2018 | Bevölkerungsentwicklung von 1774 bis 2018 | Bevölkerungsentwicklung von 1774 bis 2018 | Bevölkerungsentwicklung von 1774 bis 2018 | Bevölkerungsentwicklung von 1774 bis 2018 | Bevölkerungsentwicklung von 1774 bis 2018 | Bevölkerungsentwicklung von 1774 bis 2018 | Bevölkerungsentwicklung von 1774 bis 2018 | Bevölkerungsentwicklung von 1774 bis 2018 | Bevölkerungsentwicklung von 1774 bis 2018 | Bevölkerungsentwicklung von 1774 bis 2018 | Bevölkerungsentwicklung von 1774 bis 2018 | Bevölkerungsentwicklung von 1774 bis 2018 | Bevölkerungsentwicklung von 1774 bis 2018 |
| ----------------------------------------- | ----------------------------------------- | ----------------------------------------- | ----------------------------------------- | ----------------------------------------- | ----------------------------------------- | ----------------------------------------- | ----------------------------------------- | ----------------------------------------- | ----------------------------------------- | ----------------------------------------- | ----------------------------------------- | ----------------------------------------- | ----------------------------------------- | ----------------------------------------- | ----------------------------------------- | ----------------------------------------- | ----------------------------------------- | ----------------------------------------- |
| Jahr                                      | 1774                                      | 1801                                      | 1818                                      | 1837                                      | 1858                                      | 1871                                      | 1895                                      | 1910                                      | 1925                                      | 1939                                      | 1946                                      | 1950                                      | 1964                                      | 1971                                      | 1981                                      | 1991                                      | 2001                                      |                                           |
| Einwohner                                 | 193                                       | 231                                       | 199                                       | 232                                       | 293                                       | 352                                       | 311                                       | 234                                       | 314                                       | 279                                       | 356                                       | 416                                       | 344                                       | 295                                       | 255                                       | 246                                       | 330                                       |                                           |

## Kommunale Geschichte
Ragow gehörte im Spätmittelalter zur niederlausitzischen Herrschaft Beeskow, die 1518 zusammen mit der westlich anschließenden Herrschaft Storkow von Ulrich V. von Bieberstein an den Bischof von Lebus Dietrich von Bülow verpfändet wurde. Die Niederlausitz (die frühere Markgrafschaft Lausitz) und damit auch die Herrschaften Beeskow und Storkow waren wiederum Lehen der böhmischen Krone. Der Gebietsstreifen zwischen der Spree im Westen und der Oder im Osten gehörte jedoch um 1200 noch zum Land Lebus und nicht zur Markgrafschaft Lausitz. Die Südgrenze verlief etwa südlich von Neuzelle nach Niewisch am Schwielochsee. Etwa um 1250 fiel das Gebiet an die Mark Lausitz. Letzte Hinweise dieser ursprünglichen Zugehörigkeit zum Land Lebus war im Spätmittelalter noch die kirchliche Zugehörigkeit der Dörfer Ragow, Merz und Oegeln zum Bistum Lebus.
Nach dem Aussterben der Biebersteiner im Mannesstamm 1551 fiel das Lehen nominell wieder an die böhmische Krone, verblieb aber als Pfand zunächst beim Bischof von Lebus. 1555/56 kam das Pfand vom Bischof von Lebus an den brandenburgischen Markgrafen Johann von Küstrin, der die Herrschaft Beeskow bis zu seinem Tod 1571 innehatte. Nach dem Tod des Johann von Küstrin wurde 1575 der brandenburgische Kurfürst Johann Georg mit der Herrschaft Beeskow belehnt, die nun (zusammen mit der Herrschaft Storkow) Teil der Mark Brandenburg wurde. Die Herrschaften Beeskow und Storkow blieben jedoch nominell bis 1742 böhmisches Lehen.
Aus den Herrschaften Beeskow und Storkow bildete sich im 17. Jahrhundert allmählich der Beeskow-Storkowische Kreis heraus. 1816 wurden jedoch die beiden (früheren) Herrschaften getrennt. Die (frühere) Herrschaft Beeskow wurde mit dem Krumspreeischen Kreis zum Kreis Lübben-(Beeskow) vereinigt, die (frühere) Herrschaft Storkow wurde mit dem Teltowischen Kreis zum Kreis Teltow-Storkow vereinigt. Der Kreis Lübben-(Beeskow) wurde dem Regierungsbezirk Frankfurt an der Oder zugewiesen, während der Kreis Teltow-Storkow beim Regierungsbezirk Potsdam verblieb. 1835 wurde diese Kreiseinteilung (und Trennung der beiden früheren Herrschaften) rückgängig gemacht, und die beiden früheren Herrschaften zum Kreis Beeskow-Storkow vereinigt. Im Verlaufe des 19. Jahrhunderts bildete sich der Gemeindebezirk und der Gutsbezirk Ragow heraus. Der Gemeindebezirk Ragow umfasste nur 246 Hektar, der Gutsbezirk Ragow dagegen 1468 Hektar.
1874 wurden in der Provinz Brandenburg Amtsbezirke eingerichtet. Amtsvorsteher des Amtsbezirks Nr. 22 Merz, zu dem jeweils Gemeinde und Gutsbezirk Merz, Ragow und Oegeln gehörten, war der Rittmeister a. D. Bernhard von der Schulenburg. Sein Stellvertreter war der Inspektor Baltzer in Ragow. Noch vor 1898 wurde die Exklave Ragower Mühle an die Gemeinde Schernsdorf angegliedert. 1928 wurden Gemeindebezirk und Gutsbezirk Ragow zur Landgemeinde Ragow vereinigt. 1929 wurde Teile des aufgelösten Gutsbezirks Müllrose Forst in die Landgemeinde Ragow eingegliedert. 1931 hatte die Landgemeinde Ragow die Wohnplätze Ragower Ablage, Forsthaus Schwarzheide und die Waldarbeitergehöfte Neuhaus und Schwarzheide. Die Gemarkung umfasste damals 1729 ha.
In einer ersten Kreisreform 1950 in der damaligen DDR wurde der Landkreis Beeskow-Storkow aufgelöst. Von 1950 bis 1952 gehörte Ragow zum Kreis Fürstenwalde, In einer zweiten Kreisreform 1952 wurde der Kreis Beeskow neu gebildet; er war wesentlich kleiner als der frühere Landkreis Beeskow-Storkow. Ragow wechselte nun in diesen neuen Kreis Beeskow. Der Kreis Beeskow wurde nach der Wende noch in Landkreis Beeskow umbenannt. Er ging 1993 im neuen Landkreis Oder-Spree auf. Im Zuge der Gemeindereform 1992 im Land Brandenburg wurden zur Verwaltung der vielen kleinen Gemeinden Ämter geschaffen. Ragow bildete zusammen mit zehn anderen Gemeinden und der Stadt Müllrose das Amt Schlaubetal. Zum 1. Juni 2002 schlossen sich Ragow und Merz zur Gemeinde Ragow-Merz zusammen. Die Gemeindevertretung von Ragow-Merz besteht aus neun Mitgliedern, die aus ihrer Mitte einen Vorsitzenden und zwei Stellvertreter wählen. Ragow hat somit keine eigene kommunale Vertretung mehr. Vorsitzender der Gemeindevertretung von Ragow-Merz ist derzeit (2018) Werner Gröschke.

## Kirchliche Zugehörigkeit
Ragow war 1600 und 1897 Tochterkirche von Merz. 1625, 1750 und 1837 war Oegeln nach Ragow eingekircht. Zur Pfarrei gehört zwei Pfarrhufen, das Patronat stand dem Gutsbesitzer zu. Ragow gehörte zum Bistum Lebus. Dem Prälaten des Lebuser Domkapitels Martin Schulz (Martini Sculteti) stand der Bischofszehnt von 28 Hufen in Höhe von vier Groschen je Hufe zu.

## Denkmale und Sehenswürdigkeiten
Die Denkmalliste des Landes Brandenburg für den Landkreis Oder-Spree verzeichnet drei

### Bodendenkmale
- Nr. 90937 Merz Flur 2/Ragow Flur 1: eine Siedlung der römischen Kaiserzeit
- Nr. 90735 Neubrück Flur 11/Ragow Flur 6: eine Siedlung des Neolithikum
- Nr. 90889 Ragow Fluren 1 und 2: der Dorfkern der Neuzeit, der Dorfkern des deutschen Mittelalter
- Nr. 90895 Ragow Fluren 1 und 2: eine Siedlung der Urgeschichte, eine Siedlung des Neolithikum
- Nr. 90894 Ragow Flur 1: eine Siedlung des Neolithikum

### Baudenkmale
- Nr. 09115386 Dorfstraße 49 Dorfkirche Ragow. Die Dorfkirche Ragow ist ein rechteckiger, spätmittelalterlicher Feldsteinbau. Der Anbau im Osten, welcher als Sakristei und Gruft dient, entstand erst im 18. Jahrhundert. In der zweiten Hälfte des 19. Jahrhunderts erfolgte ein kleiner Anbau an der Westseite und der Bau des Dachturmes aus Backstein und Fachwerk.[55] Die seit 1984 denkmalgeschützte Kirche wurde von 1993 bis 1995 saniert.[56]
- Nr. 09115181 Parkstraße 1, 2 Gutsanlage mit Herrenhaus, Verwalterhaus, Pferdestall und Gutspark mit Erbbegräbnis, Eiskeller, Obstgarten, Gärtnerei sowie Umfassungsgraben. Dieser wurde als zweigeschossiger, einfach gegliederter Putzbau ausgeführt, mit einem Walmdach und querrechteckigem Turm. Unter Hans von Witte erfolgte 1887 und 1900 ein weiterer Ausbau. Die etwa 100.000 m² große Parkanlage wurde im Jahre 1998 geteilt. Ein Fünftel befindet sich seitdem in Besitz von Edith von Heydebrand und der Lasa, die restlichen vier Fünftel sind Gemeindeeigentum der Gemeinde Ragow. Diese ließ ihren Teil in den Jahren 2001 und 2002 sanieren.

## Infrastruktur

### Verkehr
Durch Ragow führt die Bundesstraße 87, die Beeskow und Frankfurt (Oder) verbindet. Mit öffentlichen Verkehrsmitteln ist der Ort durch den Busverkehr Oder-Spree, Linie 442, im Verkehrsverbund Berlin-Brandenburg erreichbar, welcher die Verbindung nach Beeskow herstellt. Die nächste Bahnhof ist in Beeskow, an der Bahnstrecke Frankfurt (Oder)–Königs Wusterhausen.

### Bildung
Es stehen Schulen in Beeskow zur Verfügung.

### Vereine
- Freiwillige Feuerwehr Ragow[57]
- ASV Angelverein e.V.[58]
- Jagdverein
- Volleyball- und Beach-Volleyball-Verein

### Firmen
Im örtlichen Gewerbepark findet sich eine größere Agrar-Technik Firma, im Ort der Sitz einer Mutterkuhhaltung und Rindfleisch GmbH.

### Tourismus
Ragow profitiert von der günstigen Verkehrslage an der B 87. Es lassen sich von hier aus leicht beliebte Ausflugsziele des Naturparks Schlaubetal erreichen. Im Ort befindet sich neben der Parkanlage des ehemaligen Schlosses eine private Lama- und Alpakazucht. In der Parkanlage gibt es eine Reitbahn.

## Naturschutzgebiete
Auf der Gemarkung liegt das kleine Naturschutzgebiet Karauschsee und ein großer Teil des Naturschutzgebietes Schwarzberge und Spreeniederung.